# Epidendrum dipus
Epidendrum dipus es una especie de orquídea epífita del género Epidendrum.

## Descripción
Es una orquídea de tamaño pequeño a mediano, con un hábito de epífita con tallos agrupados, como cañas erectas o arqueadas, tallos flexuosos que llevan hojas ovado- elípticas a oblongo-lanceoladas, con una inflorescencia terminal, con muchas  flores que se abren simultáneamente.

## Distribución y hábitat
Se encuentra en la Guayana Francesa y sudeste de Brasil.

## Taxonomía
Epidendrum dipus fue descrita por John Lindley  y publicado en Edwards's Botanical Register 31: t. 4. 1845.
Etimología
Ver: Epidendrum
dipus: epíteto
Sinonimia
- Epidendrum nutans var. dipus (Lindl.) Lindl.	[3][4]